# Cyclanthaceae
{{Taxobox
| name = 
| image = Starr 030807-0128 Carludovica palmata.jpg
| image_width = 250п
| image_caption = 
| regnum = 
| divisio = 
| classis = 
| ordo = 
| familia = 
| familia_authority = 
| subdivision_ranks = потфамилије и родови
| subdivision =

-{Asplundia Harling
Carludovica Ruiz & Pav.
Chorigyne R.Erikss.
Dianthoveus Hammel & Wilder
Dicranopygium Harling
Evodianthus Oerst.
Ludovia Brongn.
Schultesiophytum Harling
Sphaeradenia Harling
Stelestylis Drude
Thoracocarpus Harling}-
}}
Cyclanthaceae је фамилија зељастих монокотиледоних скривеносеменица из реда Pandanales. Обухвата 12 родова са око 225 врста, распрострањених у Средњој и Јужној Америци. Ова фамилија је сродна фамилији Pandanaceae.